# Resolució 1839 del Consell de Seguretat de les Nacions Unides
La Resolució 1839 del Consell de Seguretat de les Nacions Unides fou adoptada per unanimitat el 9 d'octubre de 2008. Recordant totes les resolucions anteriors sobre la preocupant situació a Geòrgia, Abkhàzia i Ossètia del Sud, i prenent nota dels informes del Secretari General de 28 de juliol de 2008 (S/2008/480) i 3 d'octubre de 2008 (S/2008/631), el Consell decidí ampliar durant quatre mesos la Missió d'Observació de les Nacions Unides a Geòrgia fins al 15 de febrer de 2009.
El Consell va decidir no prendre cap altra decisió amb la seva acció, tot i que es referia a l'informe més recent del Secretari General, en el qual observa que, després del recent conflicte russo-georgià a Ossètia del Sud, l'àrea de responsabilitat de la UNOMIG no estava clara.